# Rataje (Chodzież)
Pour les articles homonymes, voir Rataje.
Rataje (prononciation : [raˈtajɛ]) est un village polonais de la gmina de Chodzież dans le powiat de Chodzież de la voïvodie de Grande-Pologne dans le centre-ouest de la Pologne.
Il se situe à environ 4 kilomètres au nord-est de Chodzież (siège de la gmina et du powiat) et à 67 kilomètres au nord de Poznań (capitale de la Grande-Pologne).

## Histoire
De 1975 à 1998, le village faisait partie du territoire de la voïvodie de Piła.

Depuis 1999, Rataje est situé dans la voïvodie de Grande-Pologne.
Le village possède une population de 799 habitants en 2006.